# Lucio Papirio Cursore (console 326 a.C.)
Lucio Papirio Cursore (latino: Lucius Papirius Cursor; fl. IV secolo a.C.) è stato un politico e militare romano, cinque volte console e due volte dittatore. Fu considerato il migliore generale romano all'epoca della seconda guerra sannitica.

## Biografia
Appartenente all'antica e patrizia gens Papiria, nel 340 a.C. era magister equitum del dittatore Lucio Papirio Crasso.
Secondo alcuni analisti sarebbe stato console una prima volta nel 333 a.C. Secondo Livio ottenne il soprannome di Cursore per la straordinaria velocità della sua corsa.
(Livio, Ab urbe condita libri IX, 16.)
Fu eletto console nel 326 a.C., con il collega Gaio Petelio Libone Visolo, l'anno in cui iniziò la seconda guerra sannitica.
(Livio, Ab Urbe condita libri, VIII, 23.)
Durante il consolato fu emanata la Lex Poetelia-Papiria, con cui si aboliva la schiavitù per debiti dei cittadini romani.
L'anno successivo diresse le operazioni belliche come dittatore. Durante il suo comando, si verifico l'episodio del suo aspro contrasto con il suo magister equitum Quinto Fabio Massimo Rulliano, che avrebbe attaccato i Sanniti contravvenendo il suo ordine. Seppur l'esercito romano fosse risultato vincitore, Lucio Papirio fu determinato ad ottenere l'ammissione di colpevolezza di Fabio, davanti all'esercito, al Senato, e infine anche davanti al popolo riunito con la procedura della provocatio.
Tornato nel Sannio per continuare la campagna militare contro i Sanniti, mal voluto dai soldati per quanto appena accaduto, guidò l'esercito ad una nuova vittoria campale, che non si trasformò in un completo successo, per il comportamento renitente dei soldati. Lucio Papirio non si perse però d'animo, e riconquistata la fiducia dei soldati, li guidò ad una terza vittoria in battaglia contro i Sanniti, che sconfitti, chiesero la pace al dittatore. Per queste vittorie, tornato a Roma, ottenne il trionfo.
Fu eletto console nel 320 a.C., con il collega Quinto Publilio Filone, l'anno successivo all'ignominiosa disfatta delle Forche Caudine. I due consoli, con l'esercito, tornarono alle Forche Caudine, per rigettare la condizioni di pace imposte a Roma, consegnando ai Sanniti anche i due Consoli che le avevano accettate; di fatto si trattò della ripresa delle ostilità.
Mentre Publio si fermò nel Sannio per fronteggiare lì l'esercito Sannita, Lucio si diresse verso Luceria, dove si era asserragliato Gaio Ponzio, con i cavalieri romani, ostaggio dei Sanniti dopo la battaglia delle Forche Caudine. L'esercito romano giunse ad Arpi, nei pressi di Luceria, senza incontrare resistenza dagli abitanti di quei luoghi, da tempo vessati dai Sanniti, dove fu posta la base per l'assedio dei Sanniti.
Quando le truppe di Lucio si ricongiunsero a quelle di Publilo, che avevano avuto ragione dei Sanniti nella battaglia combattuta nei pressi di Caudia, l'assedio a Luceria divenne più efficace, ed i Sanniti furono costretti ad accettare lo scontro in campo aperto, nonostante un tentativo dei Tarantini di evitare che si svolgesse la battaglia tra i due contendenti. I romani vinsero la battaglia, e solo il pensiero dei 600 cavalieri, ancora ostaggio dei Sanniti a Luceria, li trattenne dal massacrare tutti i nemici sconfitti in battaglia.
Ripreso l'assedio, alla fine i Sanniti, stremati dalla fame e dagli stenti, si arresero ai romani, che oltre al bottino, pretesero che i 7.000 guerrieri Sanniti, compreso il loro comandante Gaio Ponzio, passassero sotto il giogo delle armi romane. Per questa vittoria, tornato a Roma, ottenne il trionfo.
gioia questa superiore a ogni altra - furono recuperati i cavalieri consegnati dai Sanniti affinché venissero custoditi a Luceria come pegno di pace. Con quell'improvviso ribaltamento di fatti, nessuna vittoria del popolo romano fu più splendida, e ancor di più se poi è vero quanto ho trovato presso alcuni annalisti, e cioè che Ponzio figlio di Erennio, comandante in capo dei Sanniti, venne fatto passare sotto il giogo insieme agli altri, affinché espiasse l'umiliazione inflitta ai consoli»
(Livio, Ab Urbe condita libri, IX, 15.)
Fu eletto console nel 319 a.C., con il collega Quinto Aulio Cerretano. Guidò i romani alla riconquista della città di Satricum, passata dalla parte dei Sanniti dopo la disfatta della Forche Caudine.
Fu eletto di nuovo console nel 315 a.C. insieme al collega Quinto Publilio Filone. I due consoli rimasero a Roma, mentre la campagna contro i sanniti fu affidata al dittatore Quinto Fabio Massimo Rulliano.
Fu eletto di nuovo console, per la quinta volta, nel 313 a.C. insieme al collega Gaio Giunio Bubulco Bruto. I due consoli elessero Gaio Petelio Libone Visolo dittatore per la conduzuione della campagna contro i Sanniti.
Nel 309 a.C., quando la guerra aveva preso una piega pericolosa, anche per il contemporaneo impegno dei Romani contro gli Etruschi, Roma si affidò ancora una volta a Papirio Cursore, nominandolo dittatore. Mentre Quinto Fabio Massimo Rulliano rimaneva a capo dell'esercito romano che fronteggiava gli Etruschi, Lucio Papirio prese il comando dell'esercito romano, che affrontò i Sanniti, a Longula. Qui romani e sanniti si scontrarono in una battaglia campale, dove i romani ebbero la meglio.
(Tito Livio, Ab Urbe condita, IX, 40.)
Nello stesso anno i romani sconfiggono in battaglia gli Etruschi al lago Vadimone ed a Perugia.